# Bravo-Jahrescharts 2001
Die Bravo-Jahrescharts werden zum Jahresende von der Bravo-Redaktion als Hitliste erstellt. Die Jugendzeitschrift Bravo erscheint seit 1956 und enthält in jeder Wochenausgabe eine Hitliste, die von den Lesern gewählt wurde. Seit 1960 können die Bravo-Leser außerdem ihre beliebtesten Gesangsstars wählen und dekorieren sie mit dem Bravo Otto.

## Bravo-Jahrescharts 2001
1. Mama – Kelly Family – 527 Punkte
2. Daylight in Your Eyes – No Angels – 436 Punkte
3. Butterfly – Crazy Town – 362 Punkte
4. Rivers of Joy – No Angels – 307 Punkte
5. Stan – Eminem feat. Dido – 296 Punkte
6. Uptown Girl – Westlife – 254 Punkte
7. The Call – Backstreet Boys – 248 Punkte
8. Teenage Dirtbag – Wheatus – 237 Punkte
9. When You’re Looking Like That – Westlife – 217 Punkte
10. All or Nothing – O-Town – 207 Punkte
11. Stronger – Britney Spears – 206 Punkte
12. More Than That – Backstreet Boys – 193 Punkte
13. There Must Be an Angel – No Angels – 185 Punkte
14. How It’s Got to Be – Jeanette Biedermann und außerdem Eternal Flame – Atomic Kitten – 167 Punkte
15. You Rock My World – Michael Jackson – 161 Punkte
16. Es ist geil ein Arschloch zu sein – Christian und außerdem Rollin’ – Limp Bizkit – 160 Punkte
17. Ms. Jackson – Outkast – 158 Punkte
18. I Lay My Love on You – Westlife und außerdem Don’t Let Me Be the Last to Know – Britney Spears – 144 Punkte

## Bravo-Otto-Wahl 2001

### Superband Rock
1. Goldener Otto: Linkin Park
2. Silberner Otto: Limp Bizkit
3. Bronzener Otto: Bon Jovi

### Superband Pop
1. Goldener Otto: No Angels
2. Silberner Otto: O-Town
3. Bronzener Otto: Destiny’s Child

### Supersänger
1. Goldener Otto: Robbie Williams
2. Silberner Otto: Sasha
3. Bronzener Otto: Enrique Iglesias

### Supersängerin
1. Goldener Otto: Kylie Minogue
2. Silberner Otto: Sarah Connor
3. Bronzener Otto: Britney Spears

### Hip Hop International
1. Goldener Otto: Nelly
2. Silberner Otto: Eminem
3. Bronzener Otto: Eve

### Hip Hop National
1. Goldener Otto: Samy Deluxe
2. Silberner Otto: Fettes Brot
3. Bronzener Otto: Blumentopf